# CZ 97半自動手槍
CZ 97B是一款由捷克槍械製造商烏爾斯基·布羅德兵工廠所設計及生產並於1997年推出的半自動手槍，發射.45 ACP口徑手枪子彈而非9×19毫米子彈。由於口徑的關係，令眾多槍迷稱呼CZ 97B為非常流行的CZ 75B的“大哥哥”。

## 歷史
CZ 97B是1990年代後期向美國市場銷售而生產的捷克手槍。
2013年，新增了薄壁铝製握把和光纖準星版本。

## 設計細節
CZ 97B外形尺寸較大，具有擰入式槍管襯套和上膛指示器。為了發射.45 ACP口徑手枪子彈，手槍多個部件都進行了加大型修改。除此以外，它保留了它的“弟弟”所有的功能、人體工學、精度，以及其與白朗寧大威力半自動手槍相同的內部機構。CZ 97B使用10發容量的雙排彈匣供彈。

### 閉鎖方式
與CZ 75一樣，CZ 97B採用槍管短行程後座作用、槍管擺動式閉鎖方式。其槍管後部下方設有一個閉鎖凸耳，與套筒座上的開閉鎖槽配合，使槍管後端上下擺動而實現開鎖與閉鎖。
擊發以後，槍管和套筒鎖定在一起開始後座，槍管後座一定距離後，在開閉鎖槽作用以下向下擺動而開鎖並停止後座，套筒在後座過程中將空彈殼拋出。套筒後座到位以後，在復進簧力作用下復進並完成推彈上膛的動作，同時擊錘待擊以為一次擊發作好準備。
如彈匣中的槍彈全部擊發完，則套筒被掛在後方不再回位，實現無彈後定，按壓空倉掛機解脫桿即可使套筒復位。

### 扳機
CZ 97B的手槍採用傳統式雙動/單動（DA/SA）擊發機構，擊發首發子彈時可以選用單動或雙動發射模式：擊錘處於待擊位置的時候為單動模式，擊錘處於擊發位置的時候為雙動模式。後續子彈的擊發則轉為單動模式。
其扳機動作非常順暢，以雙動模式擊發時毫不費勁。經測量，該槍在雙動模式下擊發時，扳機扣力平均達到60牛顿，但實際射擊時感覺的扳機扣力並不過大。在之後的單動模式時，扳機扣力平均約為26牛頓。

### 套筒
CZ 97B的手槍套筒兩側前後部刻有的精緻鋸齒狀花紋，既美觀又防滑。套筒頂部、拋殼窗後方設有一個可彈出的上膛指示器，當膛內有彈時，指示器會於套筒表面突出來，很容易看到或觸摸到；反之空膛時，該指示器則不會突出，可使射手隨時掌握膛室狀態。

### 槍口帽
CZ 97B手槍與CZ 75系列手槍最大的區別，在於CZ 97B設有槍口帽，槍口帽靠螺紋固定在套筒口部。據CZ公司介紹，該槍口帽最大的好處是限制槍管的擺動幅度，有助於提高射擊精度。

### 套筒座
CZ 97B的握把護板採用鋁合金材料製造，並在表面刻製有菱形格狀防滑紋。至於套筒座、槍管和套筒等重要部件則採用高強度不鏽鋼鍛件製成，特別是钢製套筒座與扳機護環之間過渡平滑。套筒座尾部向後伸出一個突尾，以避免外露的擊錘在動作時誤傷持握的手。
考慮到.45 ACP手槍子彈的威力較大，該槍在射擊時對持握力度的要求也較高，因此，CZ 97B手槍的握把前後方都設計有實用性的豎向粗防滑紋，以使射手牢固持槍。

### 擊錘
擊錘尾部表面製有鋸齒狀花紋，使用拇指按壓非常方便。擊錘下部設有半待擊槽，如拇指誤操作釋放了處於待擊狀態的擊錘，在擊錘向前迴轉過程中，阻鐵會卡入擊錘的半待擊槽中，使擊錘鎖定於半待擊狀態，防止誤擊發。如需將壓倒的擊錘安全地釋放回原位，則用一隻手輕輕壓住擊錘，另一隻手扣動扳機的同時緩慢地向前釋放擊錘即可。

### 保險
CZ 97B手槍的手動保險設於套筒座左側後部上方，將保險扳至上方為保險狀態，扳至下方為射擊狀態。
以右手持槍時，右手拇指自然地放在手動保險處，握持時操作保險非常自然。

### 彈匣
CZ 97B手槍採用容量為10發的雙排設計式彈匣。由於該槍握把較大，因此感覺彈匣較為纖細，但事實上其還是比一般9毫米手槍的雙排彈匣要粗大得多。彈匣卡筍也是由拇指操控。
該彈匣雖然整體為鋁合金材料製成，但其底部設有聚合物底座，既可在戰鬥狀態以下降低彈匣落地後的撞擊聲響，又可在快速更換彈匣時用力上擊彈匣底部而不必擔心手掌疼痛。
彈匣兩側開有3個餘彈觀察孔（4、7和10發）。由於.45 ACP手槍子彈較大，在向彈匣內壓最後一發子彈時對於手上力量較小的人來說，可能較之前的裝彈吃力。

### 機械瞄具
CZ 97B手槍採用红色光纖管準星，光纖管準星在自然光、燈光或微光條件下均可發出便於辨識的紅光，但無法左右調整，套筒後部的照門則可左右調整。
瞄準基線長約120毫米，前後瞄具之間的套筒上端面刻有多條溝槽，套筒金屬表面經過啞光處理，這些設計使得在強光條件下也方便瞄準，而不會對準星光纖管造成影響。

### 分解
CZ 97B手槍套筒與套筒座左側後部各有一條細刻線，供分解時對正位置，以順利拆卸部件――這一設計盡顯人機功效之細微。分解該槍時，先取下彈匣，然後將套筒後拉一小段距離，使套筒、套筒座左側後部的兩條細刻線對正。此時可抽出槍身分解桿，將套筒從套筒座上取下，然後從套筒中取下復進簧和復進簧導桿。之後便能夠很容易地從套筒口部旋下槍口帽，然後將槍管從套筒中抽出。組裝過程則按與分解過程相反的順序進行。

## 衍生型

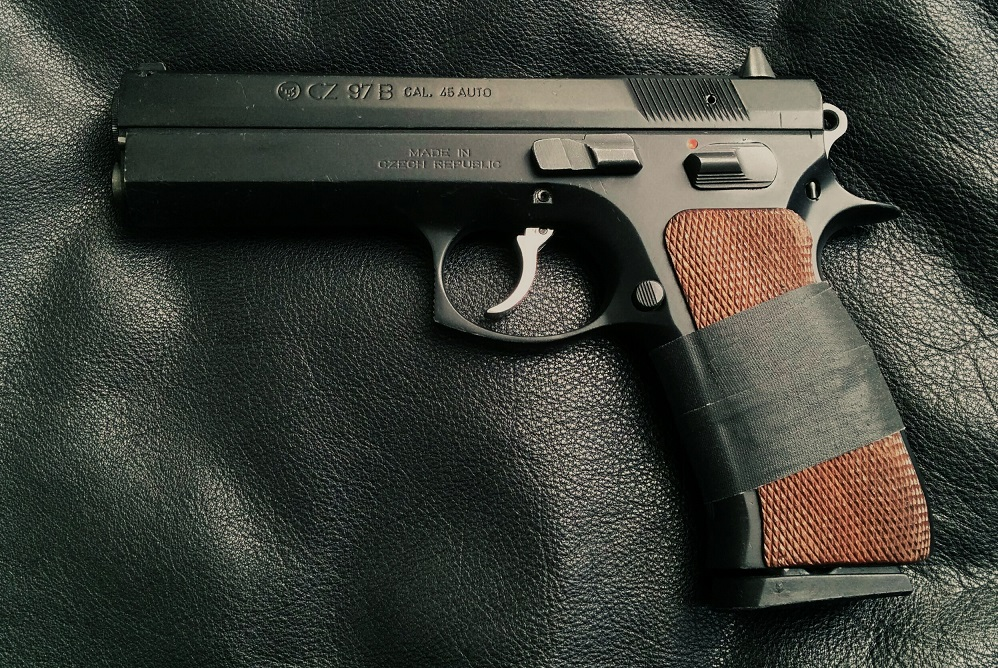
早期型、具有手動保險的CZ 97B

CZ 97B
CZ 97B是CZ 97的更新版本（亦是現在生產型），具有塊狀擊針保險、方形扳機護環、環型擊錘和三點式瞄具。
CZ 97BD
CZ 97BD是以待擊解脫桿取代保險的版本。

## 使用國
- 捷克
  - 特種部隊單位
- 塞爾維亞
  - 塞爾維亞內務部反恐特別部隊

## 資料來源
1. ↑  Ken Lunde's Shot Show review page 的存檔，存档日期2009-05-30.

## 外部連結
- （英文）—CZ-USA Official Website－CZ 97B
- （英文）—CZ Official Website—
  - CZ 97 B
  - CZ 97 BD
- （英文）—Modern Firearms—CZ 9B（页面存档备份，存于）
- （英文）—Personal Defense World.com—CZ-USA Autopistols（页面存档备份，存于）
- （简体中文）—槍炮世界—CZ 97B / 97BD手枪 （页面存档备份，存于）